# Österreichisch-Israelitische Union
Die Österreichisch-Israelitische Union war eine politische Organisation im Österreichischen Kaiserreich zur Vertretung der jüdischen Interessen. Gegründet wurde die Organisation 1884 als Reaktion auf den Wahlsieg von antisemitischen Politikern in Wien und Niederösterreich. Nach dem Ersten Weltkrieg hieß der Verband Union deutsch-österreichischer Juden, ab 1931 Union österreichischer Juden, der seine Mitteilungen in der Wochenzeitung Die Wahrheit 
veröffentlichte. 
Ziel war es, den Zusammenhalt unter den österreichischen Juden und ihre Interessen zu fördern und den Vorurteilen gegen sie entgegenzutreten.

„Wenn der Antisemitismus bekämpft werden soll, muß beim "Jüdischen Antisemitismus" begonnen werden. Wir wollen das Organ werden, welches für das Judentum tätig ist... Unsere Aufgabe ist zunächst: Die Hebung des Judentums in fremden  und den eigenen Augen... für die höchsten Güter nicht nur des Judentums, sondern der Menschheit überhaupt, für Wahrheit, Freiheit, Recht ...“

Die Realisierung dieser Ziele wurde sehr aktiv angegangen vom Präsidium der Organisation, dem u. a. Joseph Samuel Bloch und Oberrabbiner Moritz Güdemann, als auch Universitätsprofessoren und bedeutende Kaufleute angehörten. Es wurde Einfluss genommen bei politischen Wahlen und in der jüdischen Gemeinschaft von Wien. Unter ihrer Federführung gab es u. a. öffentliche Vorträge, die das jüdische Bewusstsein stärken sollten. Sie setzte sich auch ein für die Gründung eines jüdischen theologischen Seminars in Wien.
1895 unterstützte sie die Gründung des Allgemeinen Israelitischen Gemeindebundes.
Auf die antisemitischen Ausschreitungen des Jahres 1896, die insbesondere in Böhmen eskalierten, war die Union gut vorbereitet. Sie  informierten Presse und Regierung regelmäßig über den Stand der Ausschreitungen und baten um Unterstützung. Es wurde ein Rechtsschutz-Burau gegründet, das Juden, deren Rechte verletzt worden waren, kostenlose Unterstützung bot. 
Nach den schweren Ausschreitungen des Jahres 1898 in Galizien initiierten sie eine gründliche Untersuchung, der Umstände ihrer dortigen Glaubensgenossen. Daraus resultierte die Gründung des Galizischen Hilfsvereins. 
Ab dem Jahre 1888 gab sie ein monatliches Magazin mit dem Titel Mittheilungen der Oesterreichisch-Israelitischen Union heraus, das ihre Ideen und Ansichten verbreiten sollte. Ab 1892 wurde auch herausgegeben der Kalender für Israeliten, der zu den besten Jahrbüchern des jüdischen Lebens zählt. Später wurde die Wochenzeitung Die Wahrheit zum Organ der Union.
Ein langjähriges Vorstandsmitglied der Österreichisch-Israelitischen Union war der Rechtsanwalt und Schachspieler Philipp Meitner, Vater der Kernphysikerin Lise Meitner.

## Schriften
- Jakob Ornstein: Moses Maimonides, sein Leben und Schaffen. Gedenkrede gehalten am 28. März 1935 in der von der "Union österreichischer Juden" in Wien zur Feier der 800. Wiederkehr seines Geburtstages veranstalteten Festversammlung. Wien : Union österreichischer Juden, 1935
- Jakob Ornstein: Festschrift zur Feier des 50 jährigen Bestandes der Union Österreichischer Juden. Wien, Union Österreichischer Juden, 1937.